# Віолончелевий турун
Віолончелевий турун (лат. Mormolyce phyllodes), широко відомий як скрипковий жук — вид жужелиці в підродині Lebiinae.

## Опис
Віолончелеві туруни можуть досягати в довжину 60-100 міліметрів (2,4-3,9 дюйми). Ці жуки мають плоске листоподібне, блискуче чорне або коричневе тіло з характерними скрипкоподібними напівпрозорими надкрилами (звідси і загальна назва). Ця характерна мімікрія захищає їх від хижаків, тоді як їхнє тіло плоскої форми дозволяє жити в тріщинах ґрунту або під корою і листям дерев. Голова і переднеспинка дуже витягнуті, з довгими вусиками; ноги довгі і стрункі.
Дорослі особини є хижаками, що харчуються личинками комах. В оборонних цілях вони виділяють отруйну масляну кислоту. Личинки живуть між шарами брекет-грибів роду Polyporus. Їхній розвиток триває 8-9 місяців, тоді як утворення лялечок триває 8-10 тижнів. Дорослі особини літають з серпня по листопад.